# Phyllanthus poumensis
Phyllanthus poumensis är en emblikaväxtart som beskrevs av André Guillaumin. Phyllanthus poumensis ingår i släktet Phyllanthus och familjen emblikaväxter.

## Underarter
Arten delas in i följande underarter:
- P. p. longistylis
- P. p. longitepalus
- P. p. poumensis